# Чирібайя
Культура Чирібайя — археологічна культура, що існувала в період 900—1350 років н. е. в долинах регіону Мокеґуа на півдні Перу та на півночі Чилі. Представники культури займалася сільським господарством, тваринництвом, рибальством і торгівлею. Підтримували хороші відносини з близьким народами — чурахон, колья і лупака, яким продавали кукурудзу, рибу, фрукти, молюсків і гуано. Близько 1350 року територію Чирібайябуло приєднано до Тауантінсую (Імперії Інків).
Ядро культури Чирібайя знаходилося в басейні річки Осморе, нині район Ель-Альгарробаль (провінція Іло), і досягала півночі долини Тамбо (регіон Арекіпа), а на півдні — долини Асапа (Чилі).

## Економіка

### Сільське господарство
Чирібайя культивували в основному кукурудзу, також вирощували квасолю, хікаму, батат, юку, гарбузи та фрукти, такі як лукума, пакая і гуаява.

### Тваринництво
Розводили тварин родини верблюжих: лам, альпак і вікуній. Їх випасали на природних пасовищах на схилах прибережних гір, а для їх охорони вивели спеціальну породу пастуших собак.

### Рибальство
Рибальство (включаючи здобич молюсків) забезпечувало основний раціон культури Чирібайя.

## Торгівля
Представники культури чирібайя виробляли предмети з металу, дерева, каменя і рослинного волокна (очерету). Ці вироби широко використовувалися як предмети торгівлі з жителями плоскогір'я і східної сельви.

## Мистецтво

### Текстиль
Тканини культури чирібайя досить складні за виконанням, в них представлені різноманітні узори — смугасті, симетричні, закручені, гачкоподібні і трикутні. Ці узори використовуються по теперішній час народами, що проживають на території, де колись існувала культура чирібайя.

### Кераміка
У залишках культури поширені керамічні судини з послідовностями трикутних фігур, розташованих вертикальними стовпцями, що наносилися білою або чорною фарбою по червоному фону.